# Черепов, Александр Николаевич
Александр Николаевич Черепов (17 августа 1877, Курская губерния — 15 февраля 1964, Нью-Йорк, Нью-Йорк) — русский офицер, генерал-майор, участник Первой мировой, Георгиевский кавалер. Участник Гражданской войны на юге России, первопоходник. Белоэмигрант. Участник Второй мировой войны на стороне гитлеровской Германии, одним из первых вступил в Русский охранный корпус. В плену избежал выдачи в СССР. Проживал в западной оккупационной зоне, позднее перебрался в США.

## Биография
Православный. Из потомственных дворян Курской губернии.
Окончил Ярославский кадетский корпус (1896) и Одесское военное училище по 2-му разряду (1898), откуда выпущен был подпрапорщиком в 136-й пехотный Таганрогский полк.
На 1 января 1909 года — в чине штабс-капитана.
В Первую мировую войну вступил в должности командира 1-й роты 136-го пехотного Таганрогского полка. Произведен в капитаны 7 августа 1914 года «за выслугу лет», в подполковники — 24 мая 1915 года «за отличия в делах против неприятеля». С 30 июня 1915 года был назначен командиром 2-го батальона. Пожалован Георгиевским оружием
За то, что в бою 24 августа 1915 года у дер. Покдамен под убийственным огнём противника лично повел батальон в атаку, увлекая его своей неустрашимостью, штыками выбил противника из занятых им наших окопов, взял в плен 200 человек и удержал за собой важный участок позиции; будучи контужен, остался в строю.
Удостоен ордена Св. Георгия 4-й степени
За то, что в бою 8 октября 1915 года у д. Волицыс с большим искусством, под действительным огнём неприятеля, организовал наступление рот на укрепленную позицию противника, защищенную 12 рядами проволочных заграждений, атаковал её, завладел окопами и действующими пулеметами, чем обеспечил общий успех полка по овладению всей позицией противника и захвату пленными 27 офицеров, 1303 нижних чинов и 7 пулеметов.
Произведен в полковники 15 января 1916 года «за отличия в делах против неприятеля». 6 февраля 1917 года назначен командиром 282-го пехотного Александрийского полка. Отличился в Июньском наступлении. 20 июня 1917 года произведён в генерал-майоры «за отличия в делах против неприятеля», назначен командиром бригады 155-й пехотной дивизии, а затем командующим 4-й пехотной дивизией (июль—сентябрь 1917). После Октябрьской революции уехал к семье в Ростов-на-Дону.
5 декабря 1917 года явился к генералу Корнилову в штаб Добровольческой армии и был назначен командиром 1-го добровольческого отряда, сформированного им в Ростове. Участник 1-го Кубанского похода, командир бригады 1-й пехотной дивизии. Командир бригады во 2-й пехотной дивизии с июня 1918 и во время 2-го Кубанского похода. С 1 января 1919 года — командир 2-й пехотной дивизии (после генерала Боровского). В начале 1919 года, без оставления прежней должности, стал черноморским военным губернатором в Новороссийске. В дальнейшем был начальником Туапсинского отряда, сформированного на базе 2-й дивизии, который, по словам генерала Деникина, «имел задачу прикрывать нашу главную базу — Новороссийск — со стороны Грузии». В конце июля 1920 в Крыму генерал Врангель назначил Черепова начальником группы особого назначения для высадки у Анапы для соединения с действовавшими против Красной армии партизанскими отрядами и отвлечения внимания противника от десанта главных сил генерала Улагая у станицы Приморско-Ахтарская. Отряд Черепова в составе Корниловского военного училища и Черкесского дивизиона после высадки был прижат к морю. Надежды на соединение с зелеными не оправдались, отряд понес тяжелые потери и 10 августа 1920 года погрузился на прибывшие из Керчи суда. Во время десанта Черепов был тяжело ранен в правую ногу и после эвакуации был отправлен в Сербию. После излечения поселился в Новом Саде и в течение многих лет возглавлял местный отдел Союза участников 1-го Кубанского похода. Председатель Новосадского отделения IV отдела РОВС.
В 1941 году вместе со своим сыном и группой добровольцев из Нового Сада одним из первых вступил в Русский охранный корпус. Командир 1-го батальона 3-го полка (с 10.01.1942). Командир 4-го полка, оберст-лейтенант (с 29.04.1942). Командир 3-го батальона 3-го полка (с 09.12.1942). Командир батальона «Белград» (с 03.1943). Вновь командир 3-го батальона (с 11.11.1943). Командир 2-го батальона 3-го полка (с 03.1944). С 26.10.1944 командир Запасного батальона Сводного полка (с 15.12. — 5-го полка) в долине реки Ибр, с 04.05.1945 составивший 3-й батальон 1-го Казачьего полка генерала Зборовского. За боевые отличия награждён Железным Крестом II класса.
После Второй мировой войны жил в Австрии и Западной Германии (в (Мюнхене), где состоял председателем Союза русских военных инвалидов. В начале 1950-х переехал в Нью-Йорк, где принимал деятельное участие в жизни Союза первопоходников. Участвовал в деятельности Фонда св. Александра Невского. Вице-председатель Союза чинов Русского корпуса. Председатель Союза участников 1-го Кубанского генерала Корнилова похода (12 апреля 1948 — 15 февраля 1964 гг.).
Скончался в 1964 году в Нью-Йорке. Жена — София Ардалионовна Черепова (1880—1970), их сын — Владимир (1902—1981).

## Награды
- Орден Святого Станислава 3-й ст. (ВП 12.02.1909)
- Орден Святой Анны 3-й ст. (ВП 2.03.1912)
- Орден Святого Станислава 2-й ст. с мечами (ВП 16.01.1915)
- Орден Святой Анны 2-й ст. с мечами (ВП 16.01.1915)
- Орден Святого Владимира 4-й ст. с мечами и бантом (ВП 17.03.1915)
- Орден Святой Анны 4-й ст. с надписью «за храбрость» (ВП 12.09.1915)
- Высочайшее благоволение «за отличия в делах против неприятеля» (ВП 20.11.1915)
- Георгиевское оружие (ВП 29.05.1916)
- мечи и бант к ордену Святой Анны 3-й ст. (ВП 1.06.1916)
- Орден Святого Георгия 4-й ст. (ВП 25.06.1916)
- Георгиевский крест 4-й степени с лавровой веткой (№ 910015)[1]